# Anisoplaca
Anisoplaca là một chi bướm đêm thuộc họ Gelechiidae.

## Các loài
- Anisoplaca achyrota (Meyrick, 1886)
- Anisoplaca acrodactyla (Meyrick, 1907)
- Anisoplaca bathropis (Meyrick, 1904)
- Anisoplaca cosmia Bradley, 1956
- Anisoplaca fraxinea Philpott, 1928
- Anisoplaca ptyoptera Meyrick, 1886
- Anisoplaca viatrix Meyrick, 1921